# Phare de Cedar Point (Ohio)

Le phare de Cedar Point (en anglais : Cedar Point Light), est un phare restauré situé sur le terrain de Cedar Point, à Sandusky sur le lac Érié dans le comté d'Erie, Ohio. 
Il est inscrit au Registre national des lieux historiques depuis le 19 juillet 1984 sous le n°84003667 .

## Historique
Le phare d'origine a été construit en 1839, et un feu d'alignement avant a été ajouté à la station en 1853. Un nouveau phare, la structure qui se trouve aujourd'hui, a été achevé en 1867.
Ce feu a servi d'aide à la navigation jusqu'en 1904, et la lumière a été retirée du sommet de l'habitation.
Le parc d'attractions de Cedar Point  a acquis la structure en 1987 et a passé la décennie à rénover le logement et à reconstruire le phare. Le phare a ouvert ses portes dans le cadre d'un développement de chalets de vacances en 2001.

Identifiant : ARLHS : USA-926  .

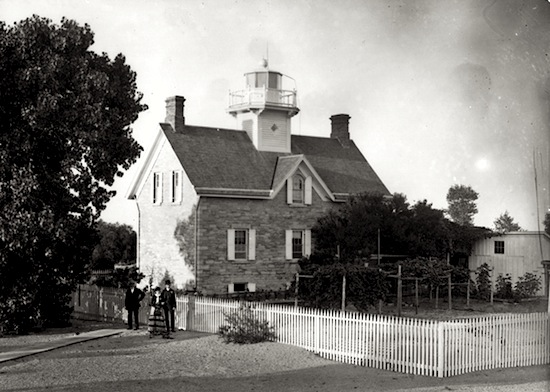
Le phare (vers 1900)

### Lien connexe
- Liste des phares de l'Ohio